# عبد الرحمان الخطيب
عبد الرحمان الخطيب هو سياسي مغربي (4 أكتوبر 1918 - 9 فبراير 2006 في مكناس). شغل منصب وزير الداخلية للمغرب بين 13 نوفمبر 1963 - 3 نوفمبر 1965 في حكومة أحمد بحنيني.

## روابط خارجية
- عبد الرحمان الخطيب على موقع أوليمبيديا (الإنجليزية)